# Incident del Village Market de Baraza-Kerubo
L'incident del Village Market de Baraza-Kerubo es refereix a un incident entre la llavors Presidenta Adjunta del Tribunal Suprem de Kenya, Nancy Makokha Baraza, i Rebecca Kerubo, que treballava com a guàrdia en el centre comercial del The Village Market a Nairobi. L'incident va donar lloc a la suspensió i posterior dimissió de la Presidenta Adjunta del Tribunal Suprem després de menys d'un any en el càrrec.

## Fets
El gener de 2012, els mitjans de comunicació locals van informar que s'havia produït un incident entre la Presidenta Adjunt del Tribunal Suprem i una guàrdia de seguretat. La Presidenta Adjunta del Tribunal Suprem, Nancy Baraza, va emetre una declaració negant les acusacions.
El gener de 2012, la Comissió de Serveis Judicials va formar un subcomitè per a investigar les denúncies que la Presidenta Adjunta del Tribunal Suprem, Nancy Baraza, havia agredit a una guàrdia de seguretat en el centre comercial The Village Market el 31 de desembre de 2011.
Posteriorment, la Comissió va recomanar la seva suspensió al President Mwai Kibaki i li va demanar que nomenés un tribunal per a investigar la seva conducta d'acord amb l'Article 168.4 de la Constitució. Després de la seva suspensió, una comissió formada per a investigar la seva conducta va recomanar la seva destitució del càrrec.
El 9 d'agost de 2012, la jutgessa Baraza va presentar un recurs d'apel·lació contra la recomanació d'un tribunal que fos acomiadada ja que argumentava que estava "insatisfeta" amb la decisió. El 18 d'octubre, Baraza va presentar la seva dimissió després de retirar la seva apel·lació al veredicte del tribunal suprem.